# Universidad de Radford
La Universidad de Radford es una universidad pública situada en Radford (Virginia), Estados Unidos. Ocupa un campus de 191 acres.

## Historia
Se fundó como institución femenina de educación superior en 1910. En 1943 se incorporó al Instituto Politécnico y Universidad Estatal de Virginia (Virginia Tech), que se encuentra tan solo a 24 km de distancia, y en 1979 se volvió a independizar.

## Facultades y escuelas
Tiene un ratio estudiante:profesor de 18:1, con clases de 34 alumnos de media, y se divide en 7 centros docentes:
- College of Humanities and Behavioral Sciences
- College of Business and Economics
- College Education and Human Development
- College of Health and Human Services
- College of Science and Technology
- College of Visual and Performing Arts
- College of Graduate and Extended Education

## Deportes
Radford compite en la Big South Conference de la División I de la NCAA.